# 김태형 (해설자)
김태형(金太亨, 1973년 11월 19일~)은 대한민국의 전직 게이머이자 전직 게임 해설자이다. 개명 전 이름은 김도형(金度衡)이다. 스타크래프트 해설 중 프로토스 선수가 캐리어를 사용하면 약간 들뜬 해설을 하면서 김캐리라는 별명이 붙었다. 2017년 현재에는 실명인 '김태형'이 아니라 팬들이 지어준 닉네임인 '김캐리'라는 이름을 그대로 강남 유흥업소의 실장이 되면서 e스포츠 팬들이 그에게서 완전 등을 돌리는 결과를 가져다 주었다.

## 개요
스타크래프트 초창기 시절 유명 길드인 로카(ROKA) 길드에 소속되어 rainbow[roka]라는 아이디를 사용, 스타크래프트 게이머(당시 저그)로 활약했다. 1998년 11월 가을 시즌 블리자드 래더토너먼트 시즌3에서 우승을 차지했으나, 한달 뒤에 열린 12월 블리자드 래더토너먼트 시즌3 16강 토너먼트에서 16위인 신주영과 대결하여 패배하였다.
99 프로게이머 코리아 오픈, 2000 하나로통신배 투니버스 스타리그에서 투니버스 게임 해설가로 활동하였고, 2000 프리챌배 온게임넷 스타리그부터는 온게임넷 게임 해설가로 활동하고 있으며, 2004년에 게임빌(현 컴투스홀딩스) 득행의길 CF 영상에도 출현하였다. 2006년 1월, 김도형(金度衡)에서 김태형(金太亨)으로 개명했다.

## 김캐리의 저주
김태형이 특정 선수의 우세를 점치면 그 선수가 되레 열세를 보이는 상반된 결과가 나타났었는데, 이를 "김캐리의 저주"라 한다.

## 출연 작품

### 예능
- 2015년 tvN 《SNL 코리아 (시즌 6)》

## 수상 경력
- 1998년 Season Battle.net Ladder Champion (한국인 최초의 래더 챔피언)